# 大塚善章
大塚善章（おおつか ぜんしょう、1934年2月15日 - ）は、日本のジャズ・ピアニストである。大阪市天王寺区出身。

## 人物
学生時代から今日まで65年を越えるジャズ演奏活動の中で、作曲や編曲でも数多くの作品があり、アメリカのジャズピアニストホレス・シルバーの影響を受けているといわれる。国内では数々のライブ演奏のほか、テレビ、ラジオや映画にも出演しており、海外でもスイス「モントルー・ジャズ・フェスティバル」に参加するなど、高い評価を得ている。
最近では、田中洋一(トランペット) 河村英樹(サックス）岩田晶･光岡尚紀(ベース)上場正俊･田中ヒロシ(ドラム）と共に「大塚善章カルテット」やトリオを編成し、関西を中心にライブで活躍している。同時に、自らの健康法としてヨガを習っている。
CD作品に、『ソロピアノアルバム・Be Ambitious』、『組曲・面-OMOTE-』などがあるが、『大塚善章作品集』のなかの「大阪府立高津高等学校校歌」は彼が母校の2年生の時に作曲したもの（作品第一号）、で、校歌は今でも歌い継がれている。
高校時代の同級生にヴォードビリアンのマルセ太郎がいる。

## 履歴
- 1952年 大阪府立高津高等学校卒業
- 1956年 関西大学卒業
- 1959年 古谷充（As）とジャズグループ「THE FRESHMEN」を結成
- 1984年11月 東京厚生年金会館ホールにて30周年記念リサイタル、ピアノコンチェルト『上町台地'84』を発表
- 1994年 「上町台地～我が心の大阪」（全四楽章）を発表
- 1999年11月 大阪いずみホールにて45周年記念リサイタル、5作目の『上町台地'99』を発表
- 2003年4月 関西ジャズ協会（2006年からNPO法人）会長に就任
- 2008年 宮本直介、鍋島直昶らと「ゴールデン・シニア・トリオ」を結成[1]。
- 2015年7月 ギネスブックに「世界最高齢のバンド」として認定される[1]。

## 出演
- MBSミュージックマガジン（MBSラジオ、1977年10月 - 1978年3月）
- 夫婦でオジャ漬け（YES-fm 2018年10月スタート、毎週月曜日22:00～23:00[再放送 毎週土曜日20:00～21:00]）